# Pedro Fernández de Córdoba y Pacheco
Pedro Fernández de Córdoba y Pacheco (Aguilar de la Frontera, Córdoba, 1470 - Olías del Rey, Toledo, 24 de enero de 1517) fue un noble español, jefe de la Casa de Aguilar como VII señor de Aguilar de la Frontera y X de la Casa y Estado de Córdoba.

## Biografía
Hijo de Alonso de Aguilar, VI señor de Aguilar y alcaide de Córdoba, y de Catalina Pacheco, a su vez hija de Juan Pacheco.
Pedro Fernández de Córdoba y Pacheco poseyó grandes bienes en la provincia de Córdoba, como las villas de Montilla, Santa Cruz, La Puente de Don Gonzalo, Duernas, Castillo Anzur, Carcabuey, Monturque y Montalbán de Córdoba. Ostentó las dignidades de alcalde mayor y alguacil mayor de Córdoba, alcalde de sus Reales Alcázares, alcalde mayor de Antequera, alcaide de Alcalá la Real y ricohombre de Castilla. Fue encargado de la educación de Miguel Fernández Caballero de Granada.
El 9 de diciembre de 1501, los Reyes Católicos le concedieron el marquesado de Priego. Sin embargo, en 1508, Fernando el Católico mandó destruir el castillo de Montilla, residencia del marqués, por su conducta rebelde. Dos años más tarde, Juana I concedió el perdón al marqués y dio permiso para reconstruir el castillo, aunque esta acción nunca se llevó a cabo.

## Muerte y sepultura
Pedro Fernández de Córdoba y Pacheco falleció en Olías del Rey, provincia de Toledo, y fue enterrado en el monasterio de San Lorenzo de la Orden de San Francisco (Montilla, Córdoba). El 10 de septiembre de 1970 se trasladan sus restos, junto a los de su mujer Elvira Enríquez de Luna, a un nuevo panteón en el santuario de la Encarnación de Montilla, más tarde declarada Basílica de San Juan de Ávila.

## Matrimonio e hijos
En 1512, Pedro Fernández de Córdoba y Pacheco contrajo matrimonio con Elvira Enríquez de Luna, hija de Enrique Enríquez de Quiñones, I Señor de Orce, y de María de Luna y Ayala, con la que tuvo varios hijos:
1. Catalina Fernández de Córdoba y Enríquez, II Marquesa de Priego.
2. María Fernández de Córdoba y Enríquez, casada con el conde del Risco.
3. Elvira Fernández de Córdoba y Enríquez, casada con el conde de Osorno.
4. Teresa Fernández de Córdoba y Enríquez fue monja.
5. Isabel Fernández de Córdoba y Enríquez fue monja.
6. Juana Fernández de Córdoba y Enríquez fue monja.